# Швебиш-Халль
Швебиш-Халль (нем. Schwäbisch Hall) — исторический город в Германии, на реке Кохер, районный центр, расположен в земле Баден-Вюртемберг и в исторической области Гогенлоэ (почти на стыке границ Швабии и Франконии).
С 1276 до 1803 года — свободный имперский город. В дореволюционной литературе название города передавалось как Галль или Галль на Кохере. Уточнение «Швабский» (Швебиш) добавлено для устранения путаницы с созвучными городами в других областях Германии и Австрии.
Подчинён административному округу Штутгарт, окружной регион Хайльбронн-Франкен. Входит в состав района Швебиш-Халль. Население составляет 40 621 человек (2018 год). Занимает площадь 104,24 км². Официальный код — 08 1 27 076. Город подразделяется на 8 районов.

## История

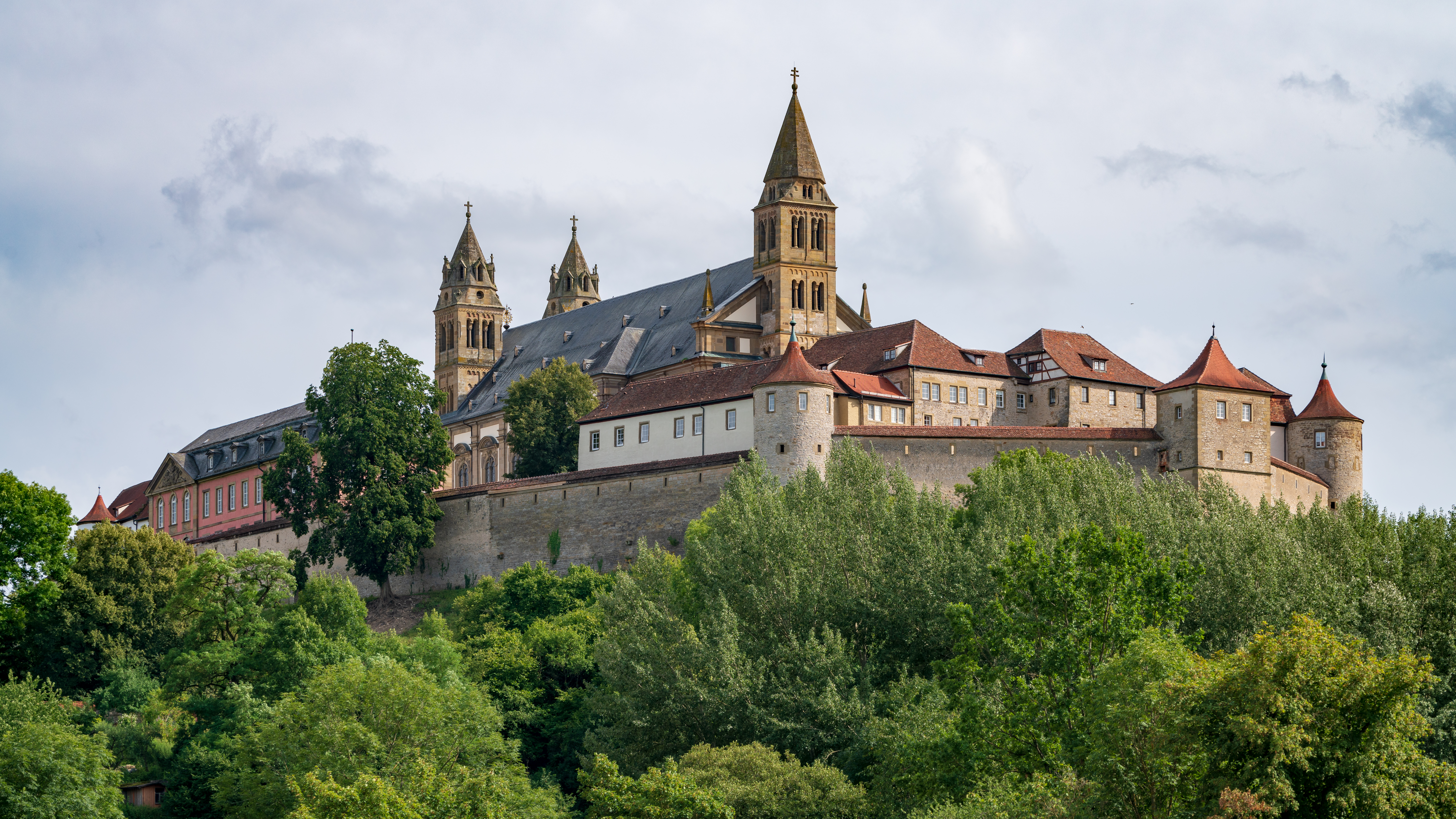
Бывшее имперское аббатство на месте замка Комбург

С V века до н.э. до 1925 года Халль (кельтское слово, обозначающее соль; ср. Халле, Хальштатт, Халлайн, Халль-Тирольский) служил одним из основных источников и поставщиков соли в Германии. Населённый пункт с таким названием впервые упоминается в документе от 1063 года. До 1108 года вся территория от Халля до Ротенбурга принадлежала графам Комбургским. 
Последний из графов завещал земли Комбургскому аббатству, однако император передал их в 1116 г. своим родичам Штауфенам. Вероятно, Фридрих Барбаросса разместил в Халле имперский монетный двор, который чеканил халльскую монету («геллер»). Монетное дело в Халле было свёрнуто лишь при медиатизации в 1803 году.
Разбогатев на производстве соли и чеканке монет, горожане в XIII веке вели борьбу с феодальным родом Шенк фон Лимпург, выстроившим поблизости замок Лимпург и претендовавшим на владение Халлем. В 1280 году венский арбитраж короля Рудольфа положил конец этому затяжному конфликту и предоставил городу статус имперского. По другим сведениям, Халль стал свободным имперским городом ещё в 1276 году. С этого времени городом управляли состоятельные бюргеры (среди которых Бонхофферы — предки знаменитого пастора). 
Во время чумной паники 1349 года все жившие в городе евреи были преданы огню. С началом Реформации местный проповедник Бренц убедил горожан порвать с римско-католической церковью. Годы с 1601 по 1604 ознаменовались внутригородской смутой. В 1803 году город лишён вольностей имперского города (самостоятельности) и присоединён к Вюртембергу. По состоянию на 1905 год в Халле проживало 9 400 жителей. На исходе Второй мировой войны территория, прилегающая к вокзалу, подвергалась англо-американским бомбардировкам, однако старый город почти не пострадал.

## Достопримечательности

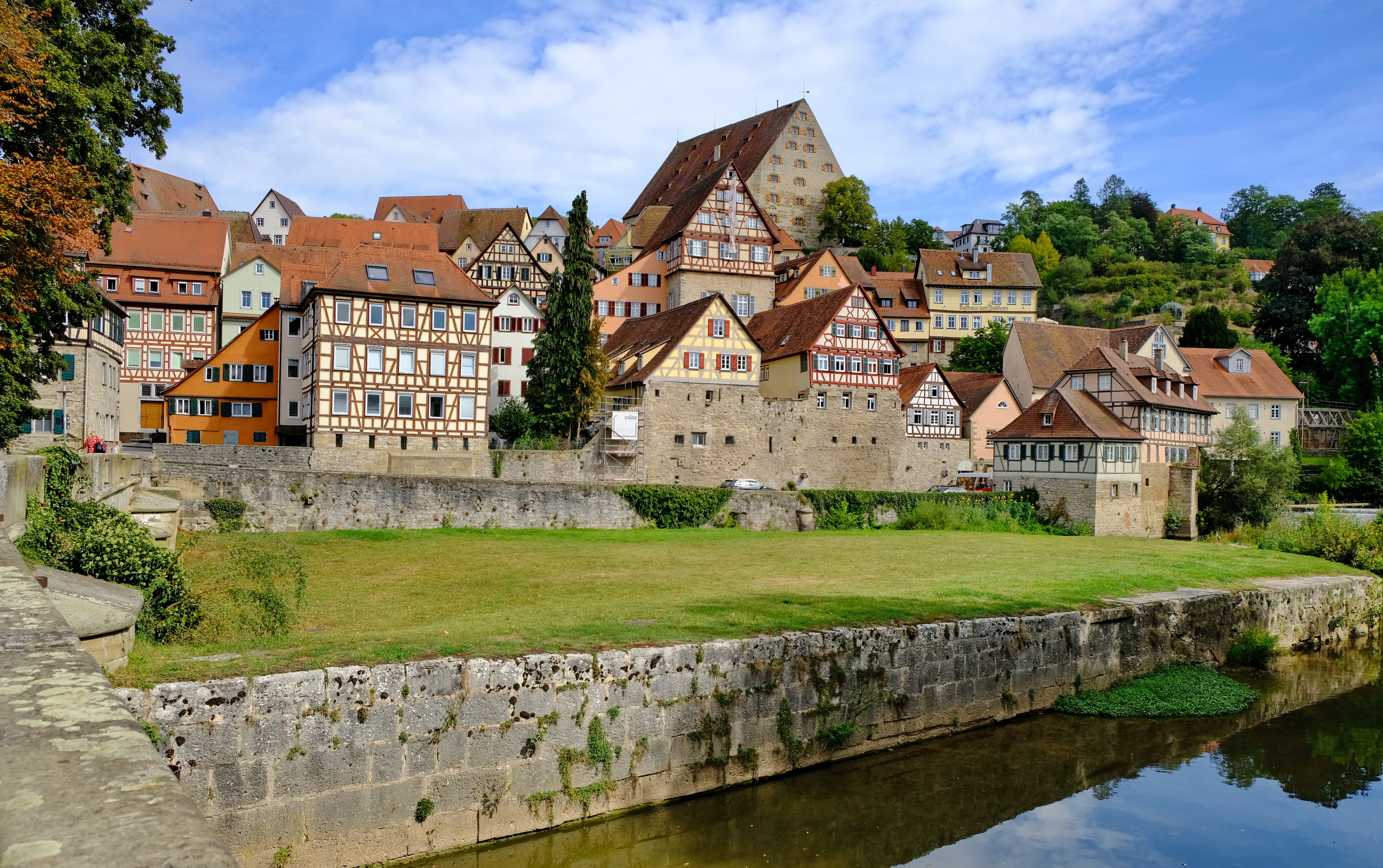
Старый город с набережной Кохера.

Центр города, перестроенный после пожара 1728 года, богат как фахверковыми, так и барочными постройками. Наиболее живописна группа фахверковых домов, чьи стены омывает река. Основные достопримечательности следующие:
- Церковь Св. Михаила[нем.] — главный храм города — представляет собой зальную церковь, характерную для зондерготики в Швабии и Франконии. Неф построен в 1427-56 гг., хоры — в 1495—1525 гг., башня — в 1573 году. Внутри интересны: каменная фигура архангела Михаила, попирающего дьявола (ок. 1525); несколько старинных полиптихов (из которых главный датирован 1460 годом); фрески XV века на столбах (напоминают гобелены); ценные витражи XV—XVI вв.; подземный оссуарий. Это один из протестантских храмов Швабии, наименее пострадавших во время Реформации.
- Городская ратуша в стиле барокко[нем.] расположена на Старой Рыночной площади прямо напротив церкви Св. Михаила. Построена на месте церкви Св. Иакова в 1735 году после разрушительного пожара 1728 года. После бомбардировки 1945 года здание было реконструировано.
- Пятиэтажный Старый арсенал[нем.] занимает самую высокую точку старого города и, соответственно, доминирует в панораме Халля. Здание (самое большое в имперском городе) строилось в 1505-33 гг. для хранения городских запасов зерна и оружия. По меньшей мере с 1604 г. здесь также проводились театральные представления. В 1979 г. здание было приспособлено для концертного использования.
- Капелла Св. Йодока (середина XIII века) была в годы Реформации надстроена. После добавления фахверкового яруса (ок. 1570 г.) постройка превратилась в проездную башню Йозентурм. Несколько менее высоких башен (в том числе проездных) разбросаны по всему городу.
- Больница Святого Духа с церковью того же имени — одна из старейших больниц Германии, известна с 1228 года. После пожара 1728 года перестроена в стиле барокко. Часть построек занимает местное отделение Института Гёте.
- Кунстхалле Вюрт — современное здание художественного музея Рейнгольда Вюрта (основан в 2001 г.), спроектированное известным датским архитектором Ларсеном. В основе коллекции Вюрта — художественное собрание княжеского рода Фюрстенбергов, хранившееся в их донауэшингенской резиденции до того, как Вюрт приобрёл его менее чем за 50 млн марок. Наиболее ценная часть собрания, включая «Дармштадтскую мадонну», выставлена в бывшей церкви иоаннитов (XIII—XIV вв.).
- Халльский театральный фестиваль проводится ежегодно, причём в качестве одной из площадок используется наружная лестница церкви св. Михаила, состоящая из 52 ступенек. В 2000 г. был построен временный деревянный театр «Глобус», вдохновлённый одноимённым театром в Лондоне. Постоянное здание театра, также круглое, открылось в 2019 году.
- К югу от старого города над долиной Кохера возвышается монастырь Комбург, окружённый средневековыми стенами с семью башнями. До секуляризации в 1803 году имел статус имперского аббатства. Сейчас монастырь занимает институт повышения квалификации.
- Вокруг города — живописная Лимпургская возвышенность с руинами средневекового замка Лимпург и паломнической церкви Четырнадцати святых помощников, разрушенной ударом молнии в 1814 году.

### Праздник пирогов и колодцев
Старинный праздник солеваров. Традиционно отмечается в Духов день. Существует несколько версий его происхождения: в 1376 году во время пожара солевары спасли мельницу, в благодарность за что мельник ежегодно дарил гильдии солеваров пирог весом в 100 фунтов (50 кг). По другому преданию, в 1479 году после чистки «соляного колодца» солевары также получили вознаграждение в виде пирога и с тех пор чистка городских колодцев неизменно завершалась праздником солеваров. Порядок проведения праздника был закреплён (1723) специальным уложением. Рано утром в воскресенье барабанщики и трубачи будят жителей города. Праздник торжественно открывается в 10 часов утра. Старейшина солеваров подаёт магистрату прошение утвердить ход праздника. Праздничное шествие движется к острову Грасбёделе, где солевары пробуют преподнесённый им пирог, запивая его вином из специальных бокалов солеваров в форме петуха. Танцы солеваров включают два обязательных: «цвибельфиш» — на четыре четверти такта и «трампеле» — вальс с особыми фигурами. В понедельник шествие проходит мимо городского колодца к фонтану на рыночной площади, где в холодной воде «крестят» молодых людей, вступивших в гильдию солеваров.

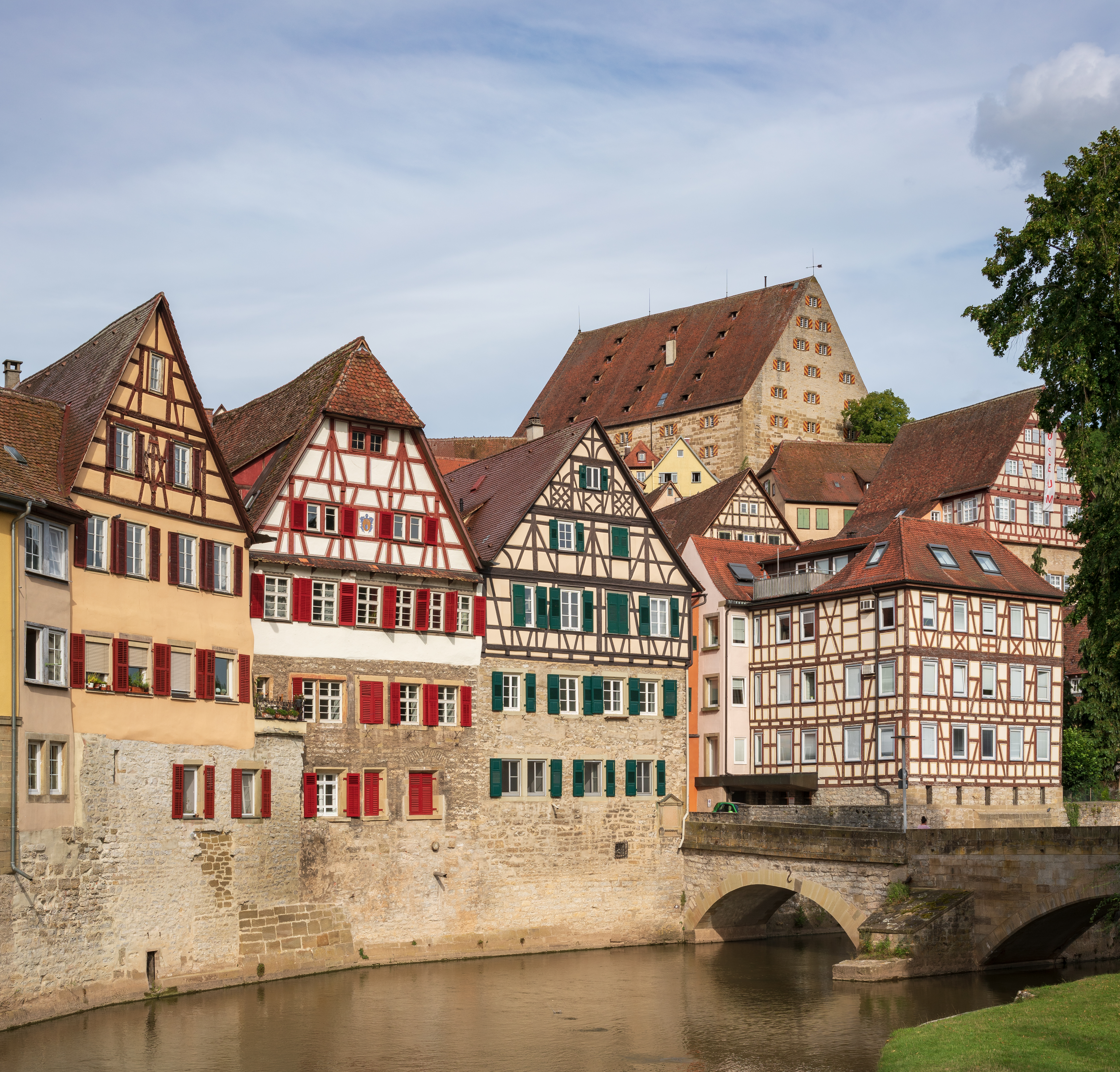
Арсенал и фахверковые дома на берегу Кохера
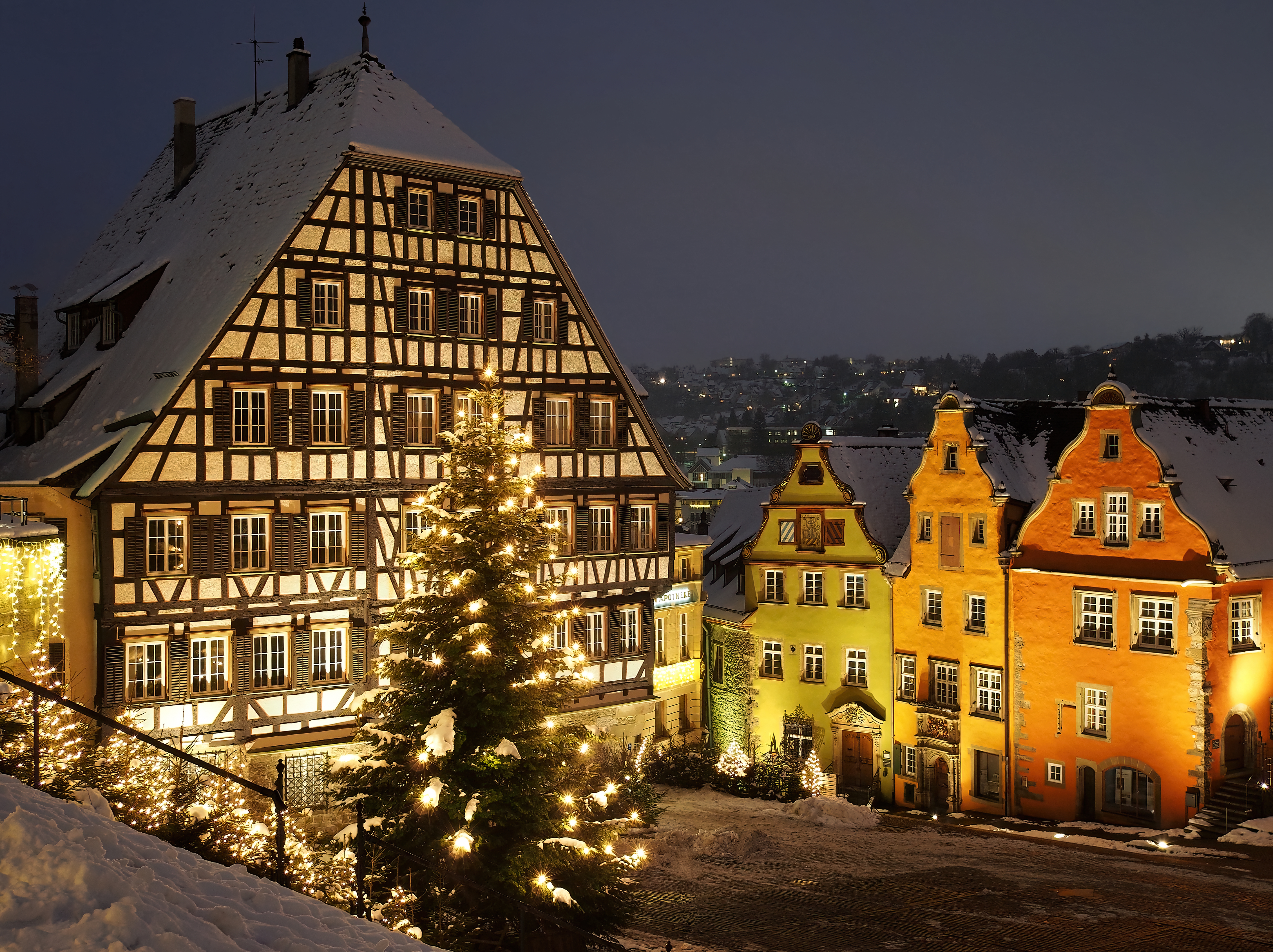
Рыночная площадь в рождественский сезон
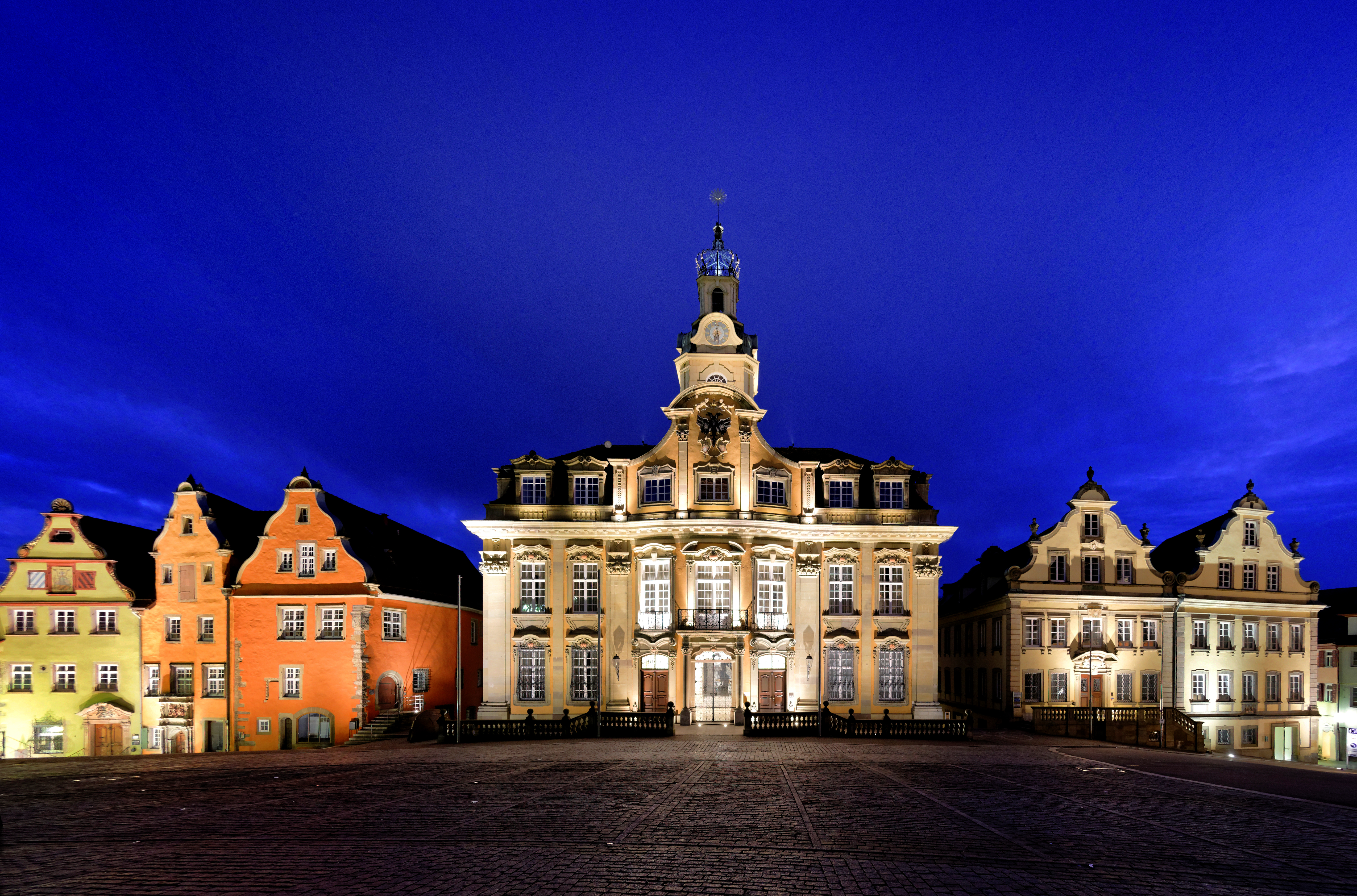
Ратуша
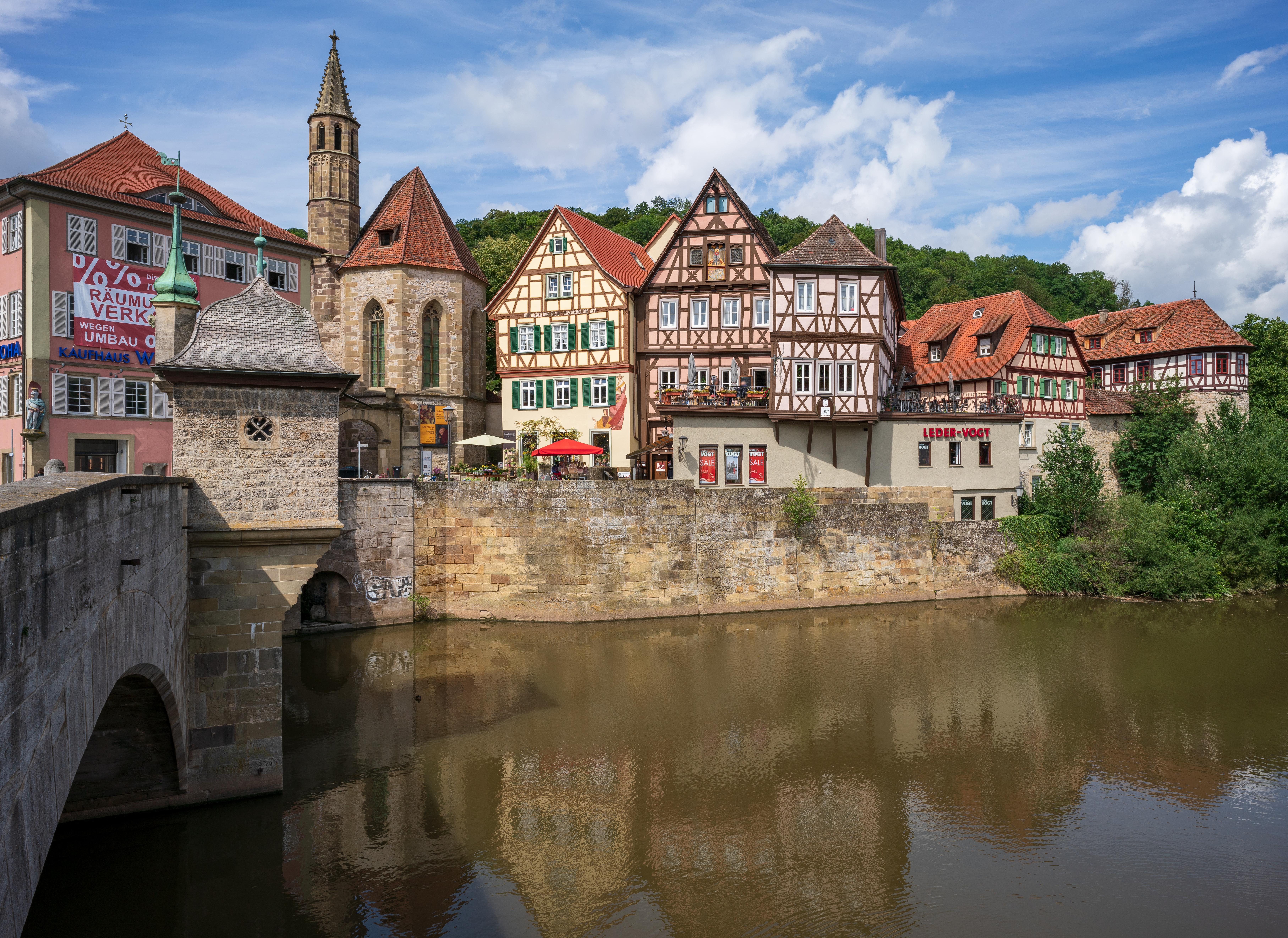
Старинный мост Палача и церковь иоаннитов
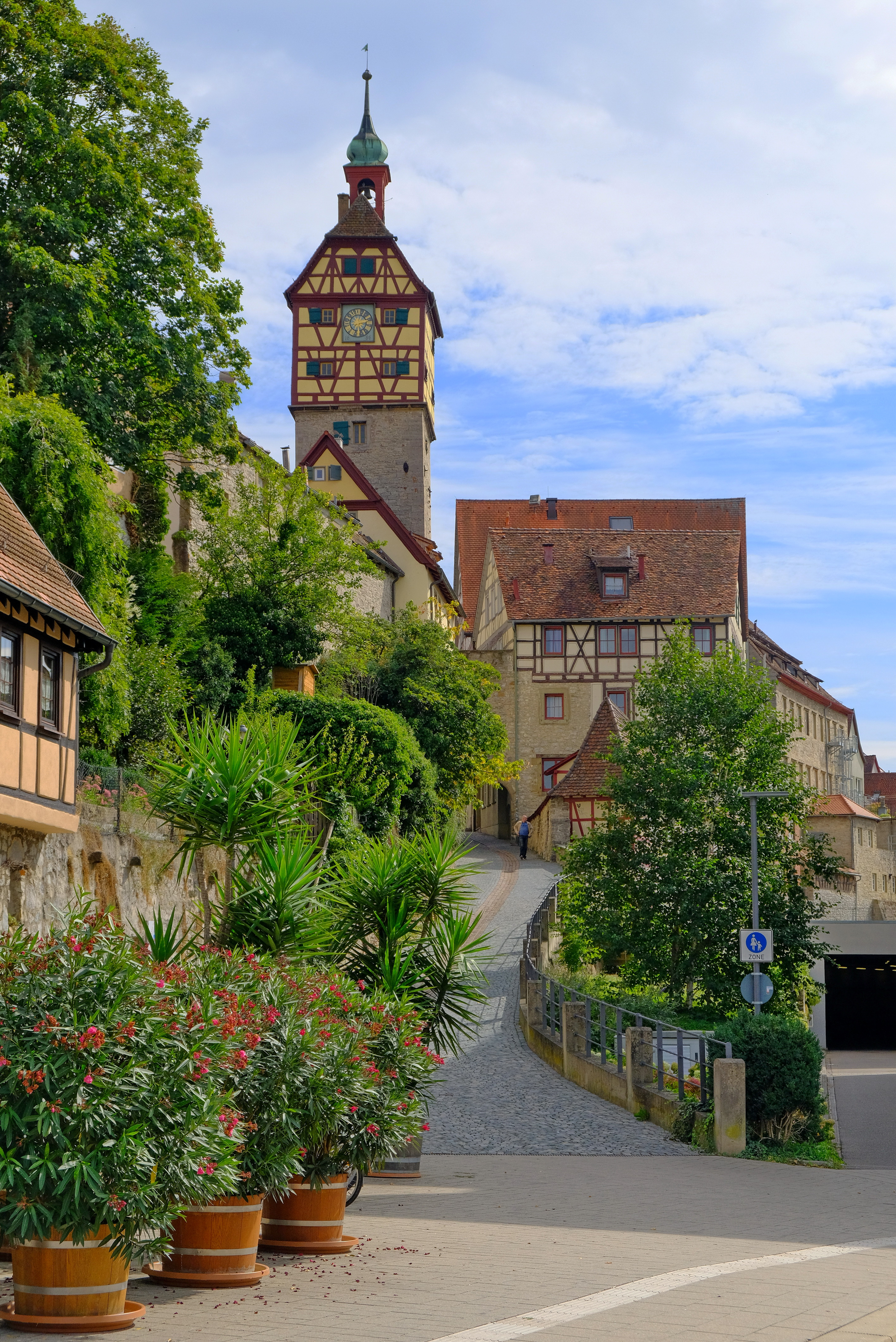
Йозентурм (вход в старый город с севера)

## Экономика

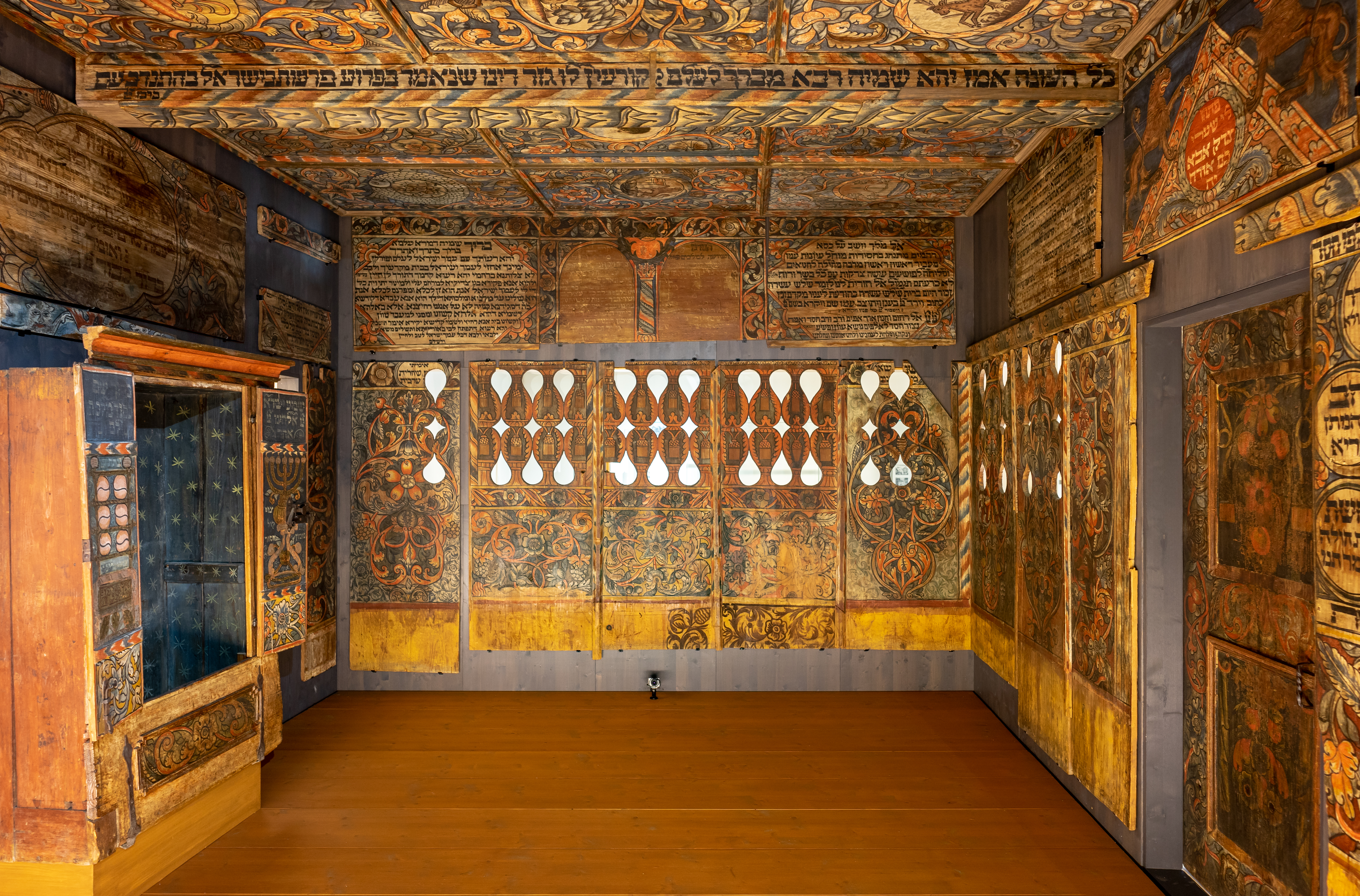
Синагога XVIII века

В городе находится центральный офис одного из крупнейших ипотечных банков Германии — Bausparkasse Schwäbisch Hall. В 2017 г. стоимость активов компании превышала 68 млрд евро.

## Города-побратимы
Города-побратимы:
- Эпиналь, Франция (1964)
- Лафборо, Великобритания (1966)
- Лаппеэнранта, Финляндия (1985)
- Нойштрелиц, Германия (1988)
- Замосць, Польша (1989)
- Балыкесир, Турция (2006)